# Regionalfenster (Lebensmittel)

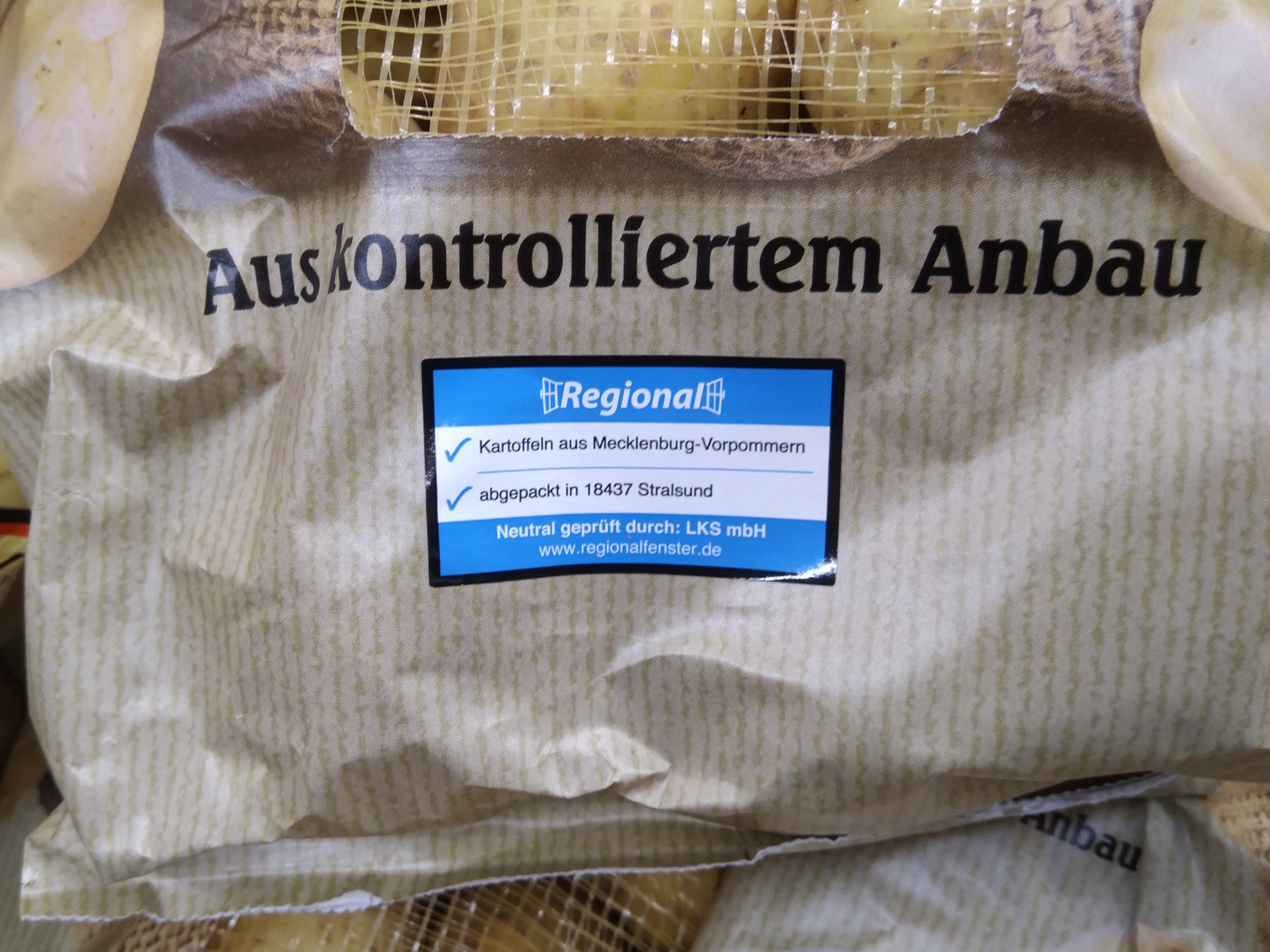
Regionalfenster auf Kartoffeln aus Mecklenburg-Vorpommern.

Das Regionalfenster ist eine freiwillige Lebensmittelkennzeichnung zur Auslobung der Produktkette regionaler Lebensmittel in Deutschland (Regionalkennzeichnung). Es wurde im Januar 2014 vom Bundesministerium für Ernährung und Landwirtschaft offiziell vorgestellt. Es handelt sich jedoch nicht um ein staatliches, sondern ein privates Label unter der Trägerschaft des Vereins Regionalfenster e.V.

## Elemente und Vorgaben
Für die Kennzeichnung mit einem Regionalfenster gelten bestimmte Kriterien:
- Der Name der Region muss eindeutig angegeben werden, zum Beispiel der Landkreis, das Bundesland oder ein Radius in Kilometern. Die Region muss kleiner als die Bundesrepublik Deutschland sein, sie kann jedoch bei Naturräumen Staats- oder Ländergrenzen überschreiten. Mindestens ein Teil der definierten Region muss in der Bundesrepublik Deutschland liegen.
- Die erste Hauptzutat und die wertgebenden Zutaten müssen vollständig (zu 100 Prozent) aus der angegebenen Region stammen und mindestens 51 Prozent des Gesamtgewichtes des Produktes ausmachen. Sollte der Anteil der Hauptzutat weniger als 51 Prozent betragen, müssen die weiteren Zutaten ebenfalls zu 100 Prozent aus der Region stammen, bis mindestens 51 Prozent des Gesamtgewichts erreicht sind.
- Der Verarbeitungsort muss im Regionalfenster genannt werden.

## Geschichte
In einem wissenschaftlich begleiteten Test wurden von Januar bis April 2013 rund 150 Lebensmittel in 20 Testmärkten in Deutschland mit dem Regionalfenster gekennzeichnet. Eine anschließende Umfrage unter Verbrauchern hatte zum Ergebnis, dass 80 Prozent das Label positiv bewerteten und eine Einführung begrüßen würden.
Im Januar 2014 stellte der damalige Bundesminister für Ernährung und Landwirtschaft, Hans-Peter Friedrich das Regionalfenster auf der Internationalen Grünen Woche in Berlin vor.
Laut offiziellen Zahlen waren im Herbst 2018 über 4.200 Produkte mit dem Regionalfenster gekennzeichnet.